# Dow Jones & Company
Dow Jones & Company ist ein US-amerikanisches Verlagshaus und seit 2007 eine Tochtergesellschaft der News Corp. Der Sitz des Unternehmens ist New York. Der Verlag wurde 1882 von drei Journalisten gegründet: Charles Dow, Edward Jones und Charles Bergstresser.
In Europa ist Dow Jones hauptsächlich durch den Aktienindex Dow Jones Industrial Average bekannt, der inzwischen mehrheitlich McGraw-Hill Financial gehört.

## Geschäftsbereiche
Die Dow Jones Consumer Media Group ist Herausgeber des Wall Street Journal sowie von Barrons, Market Watch und Far Eastern Economic Review. 
Die Dow Jones Enterprise Media Group umfasst Dow Jones Newswires, Factiva, Dow Jones Client Solutions, Dow Jones Indexes und Dow Jones Financial Information Services. 
Die Dow Jones Local Media Group ist Herausgeber von 8 regionalen Tageszeitungen sowie 14 wöchentlich erscheinenden Regionalzeitungen in den USA. 
Darüber hinaus liefert Dow Jones Inhalte für CNBC und Radiostationen in den USA.
Die Dow Jones-Indexes wurden in das Gemeinschaftsunternehmen Dow Jones Indexes mit der CME Group eingebracht. An diesem Unternehmen hält Dow Jones & Company 10 %.

## Dow Jones in Deutschland
Die Dow Jones News GmbH wurde Anfang 2004 gegründet und führt das zuvor von vwd Vereinigte Wirtschaftsdienste GmbH betriebene Nachrichten- und Verlagsgeschäft fort. Das Unternehmen gehört zu 100 Prozent zu Dow Jones & Company. In Deutschland ist Dow Jones vor allem als Nachrichtenagentur und für seine starke Position als Fachnachrichtendienstleister in den Bereichen Commodities und Energie bekannt. Zu den bekanntesten Produkten zählen hier Dow Jones Stahl Monitor oder Dow Jones TradeNews Energy. Die meisten Außenwirtschaftspublikationen des Unternehmens, neben der Tageszeitung Nachrichten für Außenhandel zwei Wirtschaftsmagazine und weitere regional und auf Branchen fokussierte Informationsdienste, wurden am 1. April 2009 an die MBM Martin Brückner Medien GmbH veräußert, die mit der Dow Jones News GmbH kooperiert.
Im Januar 2012 ging die deutschsprachige digitale Ausgabe des Wall Street Journal (WSJ.de) mit einem Freemium-Geschäftsmodell online. Am 12. November 2014 wurde bekannt, dass die deutschsprachige Ausgabe des Wall Street Journal zum Jahresende eingestellt wird. Die Schließung betraf innerhalb Deutschlands bis zu 10 Redaktions-Mitarbeiter.

## Übernahme durch die News Corporation
Der Medienunternehmer Rupert Murdoch und sein von ihm geführtes Unternehmen News Corporation machte am 2. Mai 2007 dem Verlagshaus Dow Jones & Co. ein Übernahmeangebot in Höhe von rund fünf Milliarden Dollar (3,6 Milliarden Euro) oder 60 Dollar je Aktie. Die Inhaberfamilie Bancroft kontrollierte 64 Prozent der Stimmrechte bei Dow Jones und prüfte Murdochs Angebot. Innerhalb der Familie gab es starke Vorbehalte gegenüber Murdoch, da er in dem Ruf stände, seine Blätter zu politischen Kampagnen zu benutzen. Der Widerstand gegenüber Murdochs Offerte war jedoch uneinheitlich und unentschlossen. Die Belegschaft des Wall Street Journal war enttäuscht von der Unentschlossenheit der Bancrofts, viele Journalisten wollten einer befürchteten Massenentlassung zuvorkommen und sich selbständig machen oder wechseln.
Der deutsche Verleger Georg-Dieter von Holtzbrinck zog sich im Juli 2007 aus Protest gegen Murdochs Übernahmeangebot aus dem Board of Directors von Dow Jones & Co. zurück.
Der kalifornische Internetunternehmer Brad Greenspan, der sich als früherer Zehn-Prozent-Eigentümer von MySpace bereits gegen Murdochs Übernahme erfolglos gewehrt hatte, schlug Mitte 2007 den Bancrofts einen Alternativplan vor: Jene Mitglieder der Familie Bancroft, die nicht verkaufen wollten, sollten von ihm einen Kredit von 400 bis 600 Millionen US-Dollar aufnehmen; damit könnten sie die Aktien der verkaufswilligen Familienmitgliedern übernehmen. Im Anschluss daran solle die bisher gebührenpflichtige Online-Ausgabe des Wall Street Journal in eine weitgehend kostenfreie „social networking site“ mit viel Video-Inhalt umfunktioniert werden. Dieses Angebot diene jedoch nur als eine flankierende Maßnahme für die Gründung eines eigenen Finanzfernsehsenders. Greenspan erwartete kurzfristig auf dem Gebiet von Finanznachrichten sowohl online als auch per Kabel eine weltweite Marktführerschaft des Wall Street Journals.
Am 1. August 2007 nahm die Familie Bancroft schließlich ein verbessertes Angebot von Murdoch an. Die Übernahme des Verlags durch die News Corporation war am 13. Dezember 2007 mit der Zahlung von insgesamt 5,6 Milliarden US-Dollar abgeschlossen, wobei die redaktionelle Unabhängigkeit garantiert wurde. Damit endete die 105-jährige Kontrolle der Familie Bancroft über den Verlag Dow Jones & Co., an dem sie seit 1902 die Mehrheit der Anteile hielt.